# Chapsa kalbii
Espèce
Chapsa kalbii aussi appelé Pseudochapsa kalbii est une espèce de lichens corticoles, décrite par Andreas Frisch. L'épithète kalbii fait référence à Klaus Kalb, lichénologue allemand.

## Description
Chapsa kalbii présente des ascospores muriformes. Sa particularité est que ses thalles ne présentent pas de cortex.

## Répartition et habitat
Chapsa kalbii se trouve principalement dans les forêts tropicales du Cameroun, à 650-700 mètres d'altitude, sur le tronc des arbres ou sur les lianes.